# Oxyhaloa deusta
Oxyhaloa deusta är en kackerlacksart som först beskrevs av Carl Peter Thunberg 1784.  Oxyhaloa deusta ingår i släktet Oxyhaloa och familjen jättekackerlackor. Inga underarter finns listade i Catalogue of Life.